# Tabuk (pokrajina)
Tabuk (arapski: تبوك )  - pokrajina Saudijske Arabije, koja se nalazi duž sjeverozapadne obale, okrenuta prema Egiptu koji je s druge strane Crvenog mora. Ima površinu od 108,000 km², a broj stanovnika iznosio je 560,200 (1999.). Glavni grad je Tabuk. Guverner pokrajine je Fahd bin Sultan još od 1987.
Povijest pokrajine Tabuk datira još prije 3500 godina. Iz ove pokrajine, izvozi se cvijeće u Europu. 

## Popis guvernera
Guverneri pokrajine od 1926. godine bili su:
- Muhammad ibn Abd al Aziz Alshahl od 1926 do 1930.
- Abdullah bin Saad od 1930. do 1931.
- Abdullah bin Saad bin Abdul Mohsen al Sudairi od 1931. do 1935.
- Saud bin Hizlol bin Nasser al Saud od 1936. do 1937.
- Musaed Saud bin Abdullah bin Abdulaziz al Saud od 1938. do 1950.
- Suleiman bin Mohammed bin Sultan al Sultan od 1950. do 1950.
- Abdul Rahman bin Mohammed od 1950. do 1951.
- Khalid bin Ahmed bin Mohammed al Sudairi od 1951. do 1955.
- Assistant bin Ahmed bin Mohammed al Sudairi od 1955. do 1972.
- Sulaiman bin Turki bin Suleiman al Sudairi od 1972. do 1980.
- Abdul Majeed bin Abdul Aziz al Saud od 1980. do 1986.
- Mamdouh bin Abdulaziz al Saud od 1986. do 1987.
- Fahd bin Sultan bin Abdul Aziz al Saud od 1987.